# Мртва лађа
„Мртва лађа” је југословенски и словеначки филм први пут приказан 24. новембра 1971. године. Режирао га је Рајко Ранфл који је заједно са Андреј Хиенгом написао и сценарио.

## Улоге
| Глумац          | Улога    |
| --------------- | -------- |
| Франц Урсич     | Странац  |
| Полде Бибич     | Глас     |
| Радко Полич     | Данијел  |
| Милена Зупанчић | Маријана |